# Mallada dispar
Mallada dispar is een insect uit de familie van de gaasvliegen (Chrysopidae), die tot de orde netvleugeligen (Neuroptera) behoort. 
Mallada dispar is voor het eerst wetenschappelijk beschreven door Kimmins in 1952.